# Pervez Musarraf
Pervez Musarraf (helyesebben Parvez Musarraf, urduul پرويز مشرف; Delhi, 1943. augusztus 11. – 2023. február 5.) pakisztáni politikus, 1999 és 2002 között az ország puccsal hatalomra került vezetője, 2001. június 20. és 2008. augusztus 18. között elnöke.

## Politikai pályafutása
A pakisztáni hadsereg vezérkari főnökeként 1999. október 12-én került hatalomra egy vértelen katonai puccsal, elmozdítva helyéről az ország választott miniszterelnökét, Naváz Sarífot, akinek kormánya súlyos válságba került a Kargil-háborúban, Indiától elszenvedett vereség következtében. Feloszlatta a nemzetgyűlést, valamint a tartományi gyűléseket, s de facto az ország kormányfője lett. 2001. június 20-án az államfői feladatokat is átvette Mohammad Rafík Tárartól. 
Államférfiúi tevékenysége ambivalens megítélésű, egyfelől az Amerikai Egyesült Államok támogatását élvezte, másfelől többen úgy tartják, hogy tevékenysége visszavetette hazája politikai fejlődését. Hatalmát puccsal szerezte meg, emellett ezt követően is folyamatos alkotmányos bizonytalanságban tartotta országa népét. Az alkotmányt kétszer is felfüggesztette, legutóbb 2007 novemberében, egy hónappal az elnökválasztást követően, amelyből ő került ki győztesen.
Több szervezet és a megfigyelők is aggályuknak adtak hangot a szavazás tisztaságát illetően, mire Musarraf nyomást gyakorolt a Pakisztáni Legfelsőbb Bíróságra, siettetve újbóli elnöki kinevezését. Több ellenzéki politikust letartóztattatott, a hivatalostól eltérő véleményeknek is teret engedő televíziós csatornákat bezáratta. A kialakult zavargások nyomán szükségállapotot hirdetett, s végül november 24-én a pakisztáni választási bizottság ratifikálta Musarraf elnökké választását újabb öt évre.
2007. november 28-án lemondott hadsereg-főparancsnoki tisztségéről addigi helyettese, Asfak Kajani tábornok javára. A 2008. februári választásokon az addig kormányzó Pakisztáni Muzulmán Liga–Kuaid-a-Azam, (PML-K) vereséget szenvedett, az ellenzék győzött. Musarraf ekkor még nem akart lemondani. „Ez nem elnökválasztás volt. Musarraf elnököt már megválasztották öt évre” – mondta a lemondás követelésére szóvivője.
Az új kormány 2008. augusztus 17-én kilátásba helyzete, hogy az alkotmány megsértése és hivatali kötelességmulasztás miatt alkotmányos vádindítványt fognak beterjeszteni ellene. Ezt megelőzendő másnap lemondott. „Miután áttekintettem a helyzetet és konzultáltam jogi tanácsadóimmal, illetve politikai szövetségeseimmel, tanácsaik alapján a lemondás mellett döntöttem. […] A nép kezébe helyezem a jövőmet.” – mondta a nemzethez intézett televíziós üzenetében.
A 2016 óta Dubajban élő volt politikust 2019-ben egy háromtagú pakisztáni bírói testület hazaárulás és az alkotmány megsértése miatt halálbüntetésre ítélte.
2023-ban, egy ritka betegség, az amiloidózis következtében halt meg.